# تاتاو تاناکی
تاتاو تاناکی (انگلیسی: Teatao Teannaki؛ ۱۹۳۶ – ۱۱ اکتبر ۲۰۱۶) سیاست‌مدار اهل کیریباتی بود. وی از ۴ ژوئیه ۱۹۹۱ تا ۲۴ مه ۱۹۹۴ رئیس‌جمهور این کشور بود.
تاتاو تاناکی در ۱۱ اکتبر ۲۰۱۶، در سن ۸۰ سالگی بر اثر سکته قلبی درگذشت.